# Вылчи-Дол (община)
Вылчи-Дол (болг. Община Вълчи дол) — община в Болгарии. Входит в состав Варненской области. Население составляет 11 450 человек (на 15 мая 2008 года).

## Состав общины
В состав общины входят следующие населённые пункты:
1. Бояна
2. Брестак
3. Войводино
4. Вылчи-Дол
5. Генерал-Киселово
6. Генерал-Колево
7. Добротич
8. Есеница
9. Звынец
10. Изворник
11. Искыр
12. Калоян
13. Караманите
14. Кракра
15. Метличина
16. Михалич
17. Обориште
18. Радан-Войвода
19. Стефан-Караджа
20. Страхил
21. Червенци
22. Штипско